# Lukovištia
Lukovištia (bis 1927 slowakisch „Lukovište“; ungarisch Kőhegy – bis 1907 Lukovistye) ist eine Gemeinde in der Süd-Mitte der Slowakei mit 197 Einwohnern (Stand 31. Dezember 2024), die im Okres Rimavská Sobota, einem Kreis des Banskobystrický kraj liegt und zur Landschaft Gemer gezählt wird.

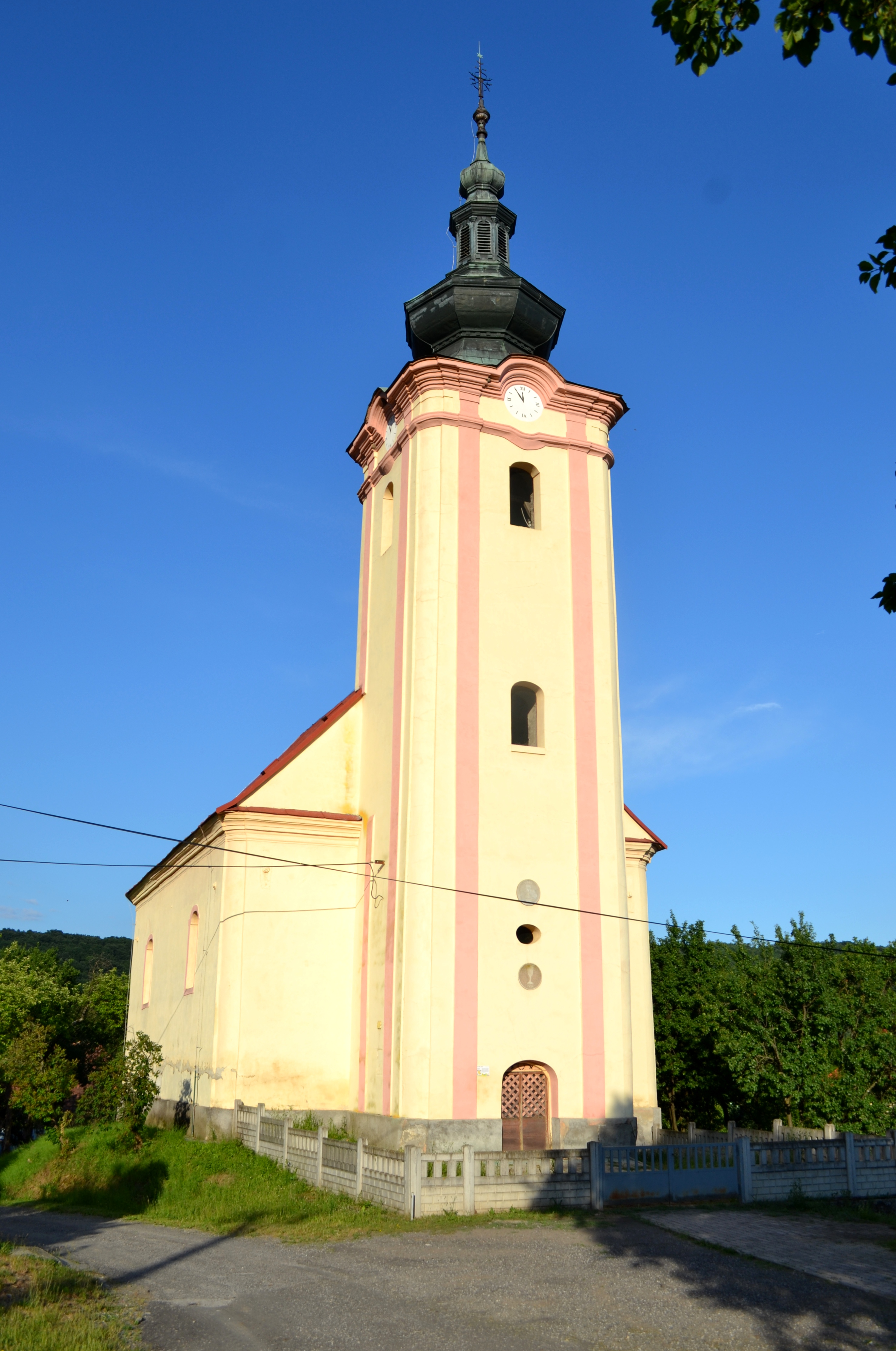
Evangelische Kirche

## Geographie
Die Gemeinde befindet sich im Slowakischen Erzgebirge, genauer im Unterteil Revúcka vrchovina am rechten Ufer des Baches Papča. Das Ortszentrum liegt auf einer Höhe von 303 m n.m. und ist 15 Kilometer von Rimavská Sobota entfernt.
Nachbargemeinden sind Kyjatice im Norden, Hrušovo im Nordosten und Osten, Drienčany im Südosten, Padarovce und kurz Rimavská Sobota (Stadtteil Vyšná Pokoradz) im Süden, Horné Zahorany im Südwesten, Kraskovo im Westen und Babinec im Nordwesten.

## Geschichte
Der Ort wurde zum ersten Mal 1407 als Lwkowystya schriftlich erwähnt. Die Anfänge lassen sich jedoch im 13. Jahrhundert finden, als das Gebiet durch italienische Bergleute kolonisiert wurde. Schon im 14. Jahrhundert zerfiel der ursprüngliche Ort in zwei Teilorte namens Malé Lukovištia und Veľké Lukovištia, die sich in der Neuzeit jedoch wieder zusammengeschlossen haben. Im 15. Jahrhundert gehörte das Gebiet der Familie Derencsényi, 1427 wurden insgesamt 18 Porta verzeichnet. 1828 zählte man 120 Häuser und 967 Einwohner, die in der Landwirtschaft, als Fuhrmänner, Gerber, Handwerker und Hirten beschäftigt waren.
Bis 1918 gehörte der im Komitat Gemer und Kleinhont liegende Ort zum Königreich Ungarn und kam danach zur Tschechoslowakei beziehungsweise heute Slowakei.

## Bevölkerung
| Jahr                | 1994 | 2004     | 2014    | 2024    |
| ------------------- | ---- | -------- | ------- | ------- |
| Anzahl der Personen | 224  | 194      | 202     | 197     |
| Unterschied         |      | −13,39 % | +4,12 % | −2,47 % |

| Jahr                | 2023 | 2024    |
| ------------------- | ---- | ------- |
| Anzahl der Personen | 193  | 197     |
| Unterschied         |      | +2,07 % |

Gemäß der Volkszählung 2011 wohnten in Lukovištia 196 Einwohner, davon 183 Slowaken, fünf Magyaren und jeweils zwei Roma und Tschechen. Vier Einwohner machten keine Angabe. 108 Einwohner bekannten sich zur römisch-katholischen Kirche, 44 Einwohner zur evangelischen Kirche A. B. und jeweils ein Einwohner zu den Zeugen Jehovas und zur griechisch-katholischen Kirche; neun Einwohner bekannten sich zu einer anderen Konfession. 26 Einwohner waren konfessionslos und bei 16 Einwohnern wurde die Konfession nicht ermittelt.

## Bauwerke
- evangelische Kirche im barock-klassizistischen Stil aus dem Jahr 1794 mit gemalter Kassettendecke
- Geburtshaus von Ivan Krasko

## Söhne und Töchter der Gemeinde
- Ivan Krasko (1876–1958), slowakischer Dichter der Moderne